# Почати знову (фільм)
«Поча́ти зно́ву» (англ. Begin Again, офіційна назва Can a Song Save Your Life?) — американський музичний драматичний фільм, режисера Джона Карні. У головних ролях Кіра Найтлі, Марк Руффало, Адам Левін, Кетрін Кінер, Гейлі Стайнфельд, Джеймс Корден та Мос Деф.

## Сюжет
Вони живуть в серці музичного світу, в Нью-Йорку. Ден (Руффало)  — легенда шоу-бізнесу і колишній глава музичного лейблу. Грета (Найтлі) — музикант і колишня дівчина рок-зірки. Але люди колишніми і виявляються для того, щоб почати все спочатку.
Випадкова зустріч з Гретою дає Дену новий шанс. Вони вирішують разом записати альбом. У них немає ні грошей, ні професійних музикантів, але все це неважливо, тому що Грета і Ден готові до найнесподіваніших поворотів і в музиці, і в любові. Їх студією стає весь Нью-Йорк.

## У ролях
- Кіра Найтлі — Грета Джеймс
- Марк Руффало — Ден Малліґан
- Адам Левін — Дейв Кол
- Кетрін Кінер — Міріам Гарт
- Гейлі Стайнфельд — Вайолет Малліґан
- Джеймс Корден — Стів
- Томас Коллеуей — Troublegum
- Мос Деф — Сол
- Ая Кеш — Дженні
- Роб Морроу — СЕО

## Музичний супровід

### Список треків
| #   | Назва                                                                      | Автор                                                             | Виконавець       | Тривалість |
| --- | -------------------------------------------------------------------------- | ----------------------------------------------------------------- | ---------------- | ---------- |
| 1.  | «Lost Stars»                                                               | Gregg Alexander, Danielle Brisebois, Nick Lashley, Nick Southwood | Адам Левін       | 4:27       |
| 2.  | «Tell Me If You Wanna Go Home»                                             | Gregg Alexander, Nick Lashley                                     | Кіра Найтлі      | 3:39       |
| 3.  | «No One Else Like You»                                                     | Gregg Alexander, Nick Lashley                                     | Адам Левін       | 3:28       |
| 4.  | «Horny»                                                                    | Gregg Alexander, Rick Nowels                                      | Cee Lo Green     | 3:38       |
| 5.  | «Lost Stars»                                                               | Gregg Alexander, Danielle Brisebois, Nick Lashley, Nick Southwood | Кіра Найтлі      | 4:00       |
| 6.  | «A Higher Place»                                                           | Gregg Alexander, Rick Nowels                                      | Адам Левін       | 3:12       |
| 7.  | «Like a Fool»                                                              | John Carney                                                       | Кіра Найтлі      | 2:27       |
| 8.  | «Did It Ever Cross Your Mind (Demo Version)»                               | Gregg Alexander                                                   | Cessyl Orchestra | 3:38       |
| 9.  | «Women of the World (Go on Strike!)»                                       | Gregg Alexander, CeeLo Green, Rick Nowels                         | Cee Lo Green     | 3:15       |
| 10. | «Coming Up Roses»                                                          | Glen Hansard, Danielle Brisebois                                  | Кіра Найтлі      | 3:13       |
| 11. | «Into the Trance»                                                          | Gregg Alexander                                                   | Cessyl Orchestra | 4:05       |
| 12. | «A Step You Can't Take Back»                                               | John Carney, Gregg Alexander, Danielle Brisebois                  | Кіра Найтлі      | 3:25       |
| 13. | «Lost Stars (Into the Night Mix)»                                          | Gregg Alexander, Danielle Brisebois, Nick Lashley, Nick Southwood | Адам Левін       | 3:38       |
| 14. | «The Roof is Broke (Demo Mix)»                                             | Gregg Alexander                                                   | Cessyl Orchestra | 3:00       |
| 15. | «Tell Me If You Wanna Go Home (Roof Top Mix)» (featuring Hailee Steinfeld) | Gregg Alexander, Nick Lashley                                     | Кіра Найтлі      | 3:27       |
| 16. | «Intimidated by You»                                                       | Gregg Alexander                                                   | Cessyl Orchestra | 2:28       |

## Сприйняття
Фільм отримав в основному позитивні відгуки критиків. Станом на липень 2014 року, він зберігає 82 % рейтингу «Certified Fresh» від Rotten Tomatoes і оцінку 62 на Metacritic, вказуючи в цілому сприятливі відгуки.

## Нагороди та номінації
| Рік  | Нагорода       | Категорія                | Номінант                                                          | Результат |
| ---- | -------------- | ------------------------ | ----------------------------------------------------------------- | --------- |
| 2015 | Премія «Оскар» | Найкраща пісня до фільму | «Lost Stars» — музика та слова: Грегг Александер, Даніель Брісбуа | Номінація |